# Scott Ian
Scott Ian Rosenfeld, (Nueva York, 31 de diciembre de 1963) es un guitarrista estadounidense, popular por ser uno de los músicos fundadores de la banda de thrash metal Anthrax, además de haber escrito la mayoría de canciones en todos los discos de la agrupación. Ian es el guitarrista y fundador de la banda de crossover thrash Stormtroopers of Death. Ha presentado el programa The Rock Show en VH1 y ha aparecido en series de la misma cadena como I Love the..., Heavy: The Story of Metal y Supergroup. También es el guitarrista del supergrupo de heavy metal The Damned Things.

## Carrera

### Inicios
Scott nació en una familia judía en la ciudad de Nueva York el último día de 1963. Tiene un hermano mayor llamado Jason y un medio hermano llamado Sean. Asistió a la secundaria Bayside, donde conoció a Dan Lilker y a Neil Turbin, con los que formaría Anthrax meses después.
Asistir a un concierto de Kiss en el Madison Square Garden en 1977 causó un gran impacto en Ian. Scott ha manifestado su gran admiración por Kiss, apareciendo incluso en un episodio de Gene Simmons Family Jewels, en el que visitaba a Gene Simmons en su casa para hablar sobre el impacto que Kiss tuvo en su carrera musical. Otras de sus influencias fueron Black Sabbath, Iron Maiden, Motörhead y Judas Priest, al igual que la banda de punk rock The Ramones. Su forma de tocar la guitarra fue fuertemente influenciada por el estilo de la agrupación de heavy metal alemana Accept.

### Anthrax
Como miembro de Anthrax, Ian ayudó a crear el thrash metal a mediados de la década de 1980 junto a otras bandas como Megadeth, Slayer y Metallica. Con la agrupación ha grabado más de una veintena de álbumes, entre producciones de estudio, discos en vivo, EP y compilados. Ian tuvo la idea de grabar música con el grupo de rap Public Enemy en 1991. En 2005 fue invitado por Chuck D de Public Enemy para tocar la canción "Bring the Noise" junto a ellos como parte de su introducción al Salón de la Fama del Hip Hop. También tocó junto a Public Enemy en la gira Rock The Bells en 2007.

## Otros proyectos

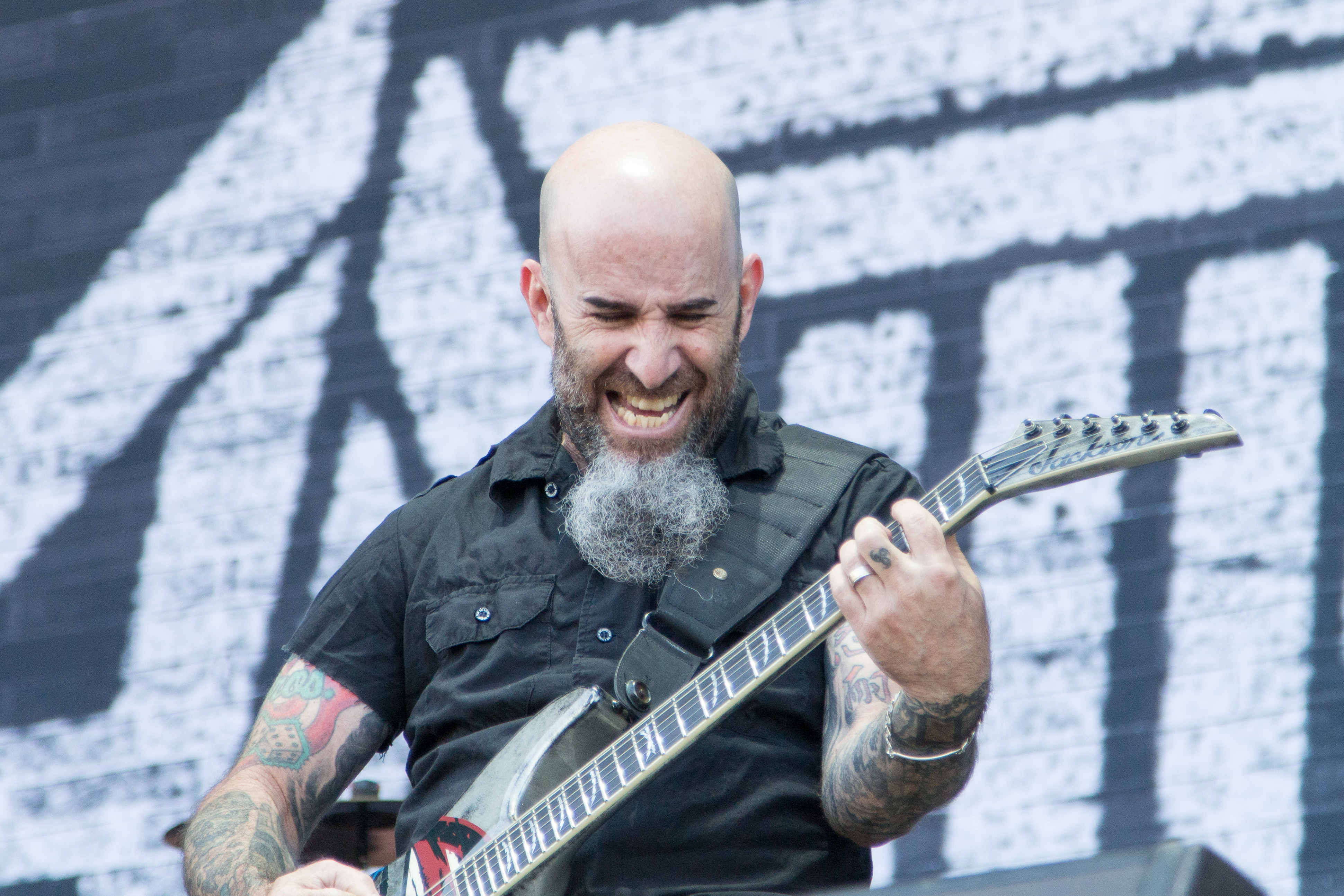
Scott Ian en el festival Nova Rock, 2014

Ian presentó el programa de la cadena VH1 "Rock Show" en el año 2001. Durante sus 48 episodios como presentador, Ian entrevistó a personalidades y bandas como Ozzy Osbourne, Rob Halford, Ted Nugent, Stone Temple Pilots, Megadeth, 3 Doors Down, Sevendust, Tenacious D y The Cult. Fue invitado a otros programas de la cadena como "100 Most Metal Moments", "Awesomely Bad Number One Songs", "When Metallica Ruled The World" y apareció en episodios del documental "Behind The Music" dedicados a Metallica, Pantera y Anthrax. En junio de 2006, Ian protagonizó un reality denominado "SuperGroup" junto a Ted Nugent, Sebastian Bach, Jason Bonham y Evan Seinfeld. 
Ha tocado en las bandas Stormtroopers of Death (de la cual fue también fundador), Pearl (junto a su esposa, la cantante Pearl Aday), The Damned Things (con músicos de Fall Out Boy, Every Time I Die y Anthrax) y Motor Sister.

## Vida personal
Estuvo casado con su novia de la infancia, Marge Ginsburg, en la década de 1980. Años más tarde se divorciaron. Actualmente está casado con la cantante Pearl Aday, hija adoptiva del famoso cantante Meat Loaf. Su primer hijo, Revel Young Ian, nació el 19 de junio de 2011. Ian es fanático del equipo de béisbol New York Yankees. Juega al póquer y es jugador recurrente en el sitio de apuestas UltimateBet. Es fanático de las series Battlestar Galactica y Doctor Who. También le gusta el hip hop, particularmente la banda Public Enemy. En la década de 1980 usaba constantemente camisetas de Public Enemy en sus presentaciones. Es fanático de la banda de rap Run-DMC.
Es dueño de un bar llamado Dead Man's Hand en Las Vegas junto con Jerry Cantrell, guitarrista de la banda de metal alternativo Alice in Chains.

## Discografía

### Con Stormtroopers of Death
| Fecha                 | Título                | Discográfica          |
| Diciembre de 1985     | Speak English or Die  | Megaforce Records     |
| 24 de octubre de 1992 | Live at Budokan       | Megaforce Records     |
| 22 de mayo de 1999    | Bigger than the Devil | Nuclear Blast Records |
| 21 de agosto de 2007  | Rise of the Infidels  | Megaforce Records     |

#### Vídeos
| Fecha                    | Título                             | Discográfica          |
| 23 de enero de 2001      | Kill Yourself: The Movie (DVD/VHS) | Nuclear Blast Records |
| 25 de septiembre de 2001 | Speak English or Live (DVD)        | Nuclear Blast Records |
| 26 de julio de 2005      | 20 Years of Dysfunction            | Nuclear Blast Records |

### Con Mr. Bungle
| Fecha                 | Título                                    | Discográfica   |
| 30 de octubre de 2020 | The Raging Wrath Of The Easter Bunny Demo | Ipecac Records |

### Colaboraciones
- Con Public Enemy durante la gira Rock the Bells 2007.
- Vídeo de "Metal by Numbers" del comediante Brian Posehn.
- Guitarra en "Apocalypse (Theme from The Plan)" para la banda sonora de Battlestar Galactica.[12]
- Guitarra en "Evil Rules" del rapero Necro en su álbum de 2007 Death Rap.
- Guitarra en todas las canciones del álbum Little Immaculate White Fox de Pearl en 2010.

### Televisión
- Married... with Children 1992.
- NewsRadio (como él mismo).
- Rock Show de VH1 (presentador) 1999–2002.
- Hip-Hop Honors de VH1 con Anthrax y Public Enemy.
- Supergroup de VH1 2006.
- 40 Greatest Metal Songs de VH1.
- 100 Most Metal Moments de VH1.
- 50 Least Metal moments de VH1.
- 100 Greatest Hard Rock Songs de VH1.
- 100 Most Shocking Music Moments de VH1.
- 100 Greatest Artists of Hard Rock de VH1.
- Rock Honors Kiss de VH1. Músicos: Rob Zombie (Rob Zombie, White Zombie), Scott Ian, Gilby Clarke (ex-Guns N' Roses, The Starfuckers, Rock Star: Supernova), Slash (Guns N' Roses, Velvet Revolver), Ace Frehley (ex-Kiss), Tommy Lee (Mötley Crüe, Rock Star: Supernova).
- Rock 'n Roll Celebrity Poker Tournament de VH1 – Scott ganó el torneo y jugó contra Sully Erna (Godsmack), Vinnie Paul (ex-Pantera), Dusty Hill (ZZ Top) y Ace Frehley.
- Metalocalypse – "RenovationKlok" (voz).
- Metalocalypse – "TributeKlok" (voz).
- That Metal Show – Varios episodios, junto a Pearl Aday, Charlie Benante, Dave Sabo y Frank Bello.
- Talking Dead de AMC, miembro del panel.
- The Walking Dead - Episodio: "Remember", como un caminante.[13]